# Enrica Gotti
Enrica Gotti (Bologna, 16 aprile 1824 – Bologna, 21 aprile 1908) è stata una patriota e insegnante italiana.

## Biografia
Enrica Teresa nacque a Bologna il 16 aprile 1824, da Clemente Gotti e da Carlotta Riva.
conobbe il suo futuro marito, Giuseppe Barilli, noto con lo pseudonimo di Quirico Filopanti, nel 1833 quando questi si recava a casa sua come precettore dei due fratelli maggiori.
Si sposarono il 29 giugno 1848 a Bologna nella chiesa di San Sigismondo.
Quando il marito andò a Roma come deputato all'Assemblea Costituente e per combattere a difesa della Repubblica romana, lei lo seguì, occupandosi dell'assistenza dei patrioti feriti. In particolare, fu nominata responsabile dell'ospedale militare di Santa Teresa a Porta Pia.
Dopo la caduta della Repubblica, mentre il marito esulava negli Stati Uniti, lei ritornò a Bologna, in casa di suo padre.
Non si videro più per dieci anni, fino al 1859, quando Filopanti rientrò in Italia.
Nel corso degli anni Sessanta Enrica si recò a Londra, dove lavorò come insegnante di italiano per alcune famiglie inglesi e di inglese per altri emigrati italiani.
Qui divenne amica della poetessa Christina Rossetti che le dedicò anche un componimento Enrica, 1865. Fu assunta anche dal celebre artista ed egittologo Joseph Bonomi come insegnante di italiano delle sue figlie femmine.
Rientrata in Italia verso la fine degli anni Sessanta, fu assunta dal Comune di Bologna come insegnante di inglese presso la Scuola Superiore Femminile di Bologna.
Morì a Bologna il 21 aprile 1908.
Enrica Gotti è sepolta nel Campo Nuovo della Certosa di Bologna.

## Opere
- To Count Ghuelph Armandi Avogli on his wedding day. Bologna, August 9th-1oth 1893, Bologna, Tip. Monti, 1893
- Prolusioni al Corso di Lingua e letteratura Inglese e poesie inglesi, Bologna, Ditta Nicola Zanichelli Tip. Edit., 1900.
- Ad Emma Gotti che va sposa all'egregio signore Cav. Giuliano Cacciaguerra gli zii dottor Lodovico Gotti ed Enrica Gotti ved. Filopanti esultanti offrono, S.l., s.n., s.d.